# Ackama nubicola
Ackama nubicola är en tvåhjärtbladig växtart som beskrevs av De Lange. Ackama nubicola ingår i släktet Ackama och familjen Cunoniaceae. Inga underarter finns listade i Catalogue of Life.